# بازی ویدئویی آرکید

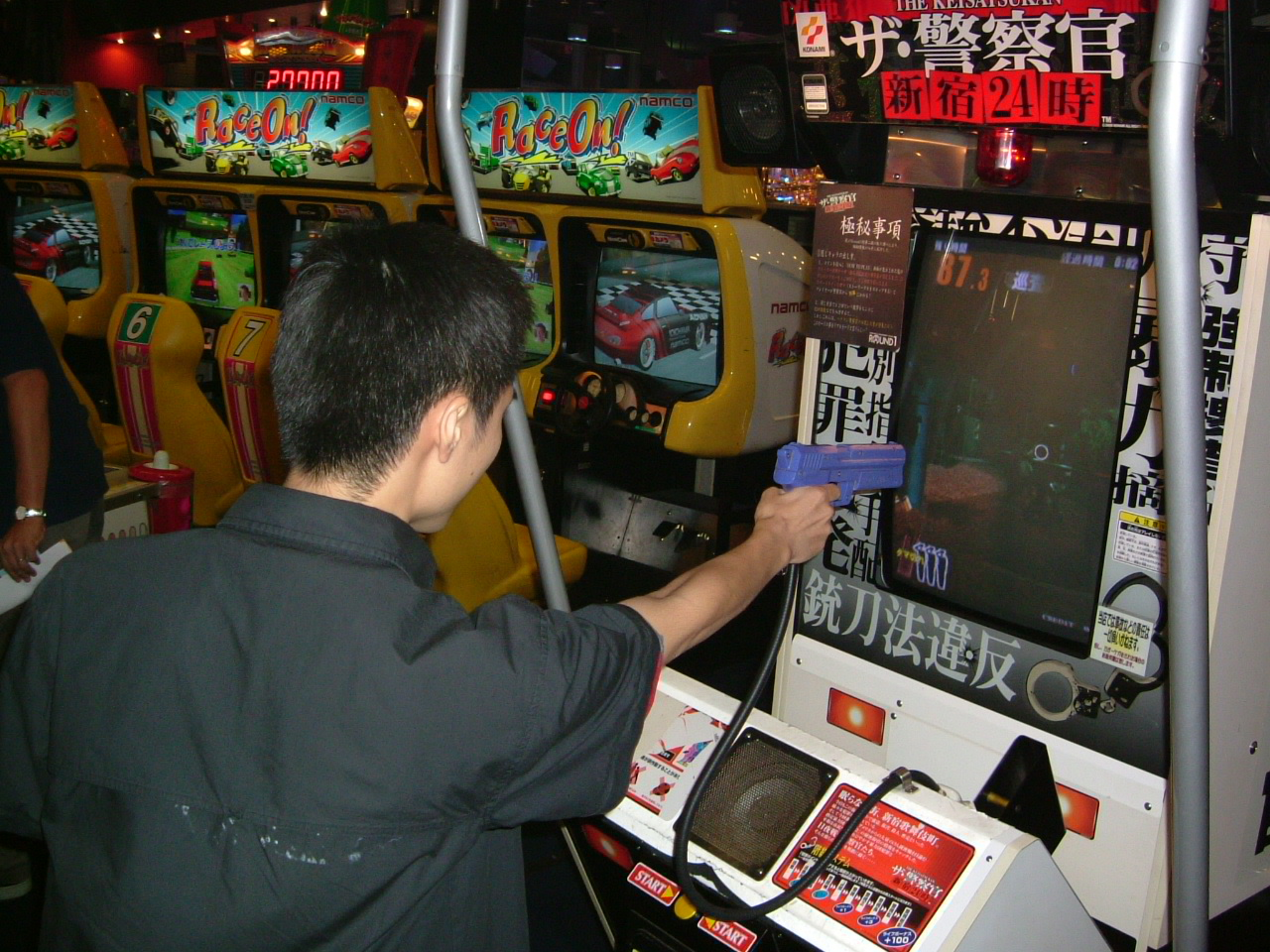
بازیکنی در ژاپن که عنوان پلیس ۹۱۱ را بازی می‌کند، یک بازی ویدئویی آرکید است که در آن بازیکنان از تفنگ نوری استفاده می‌کنند

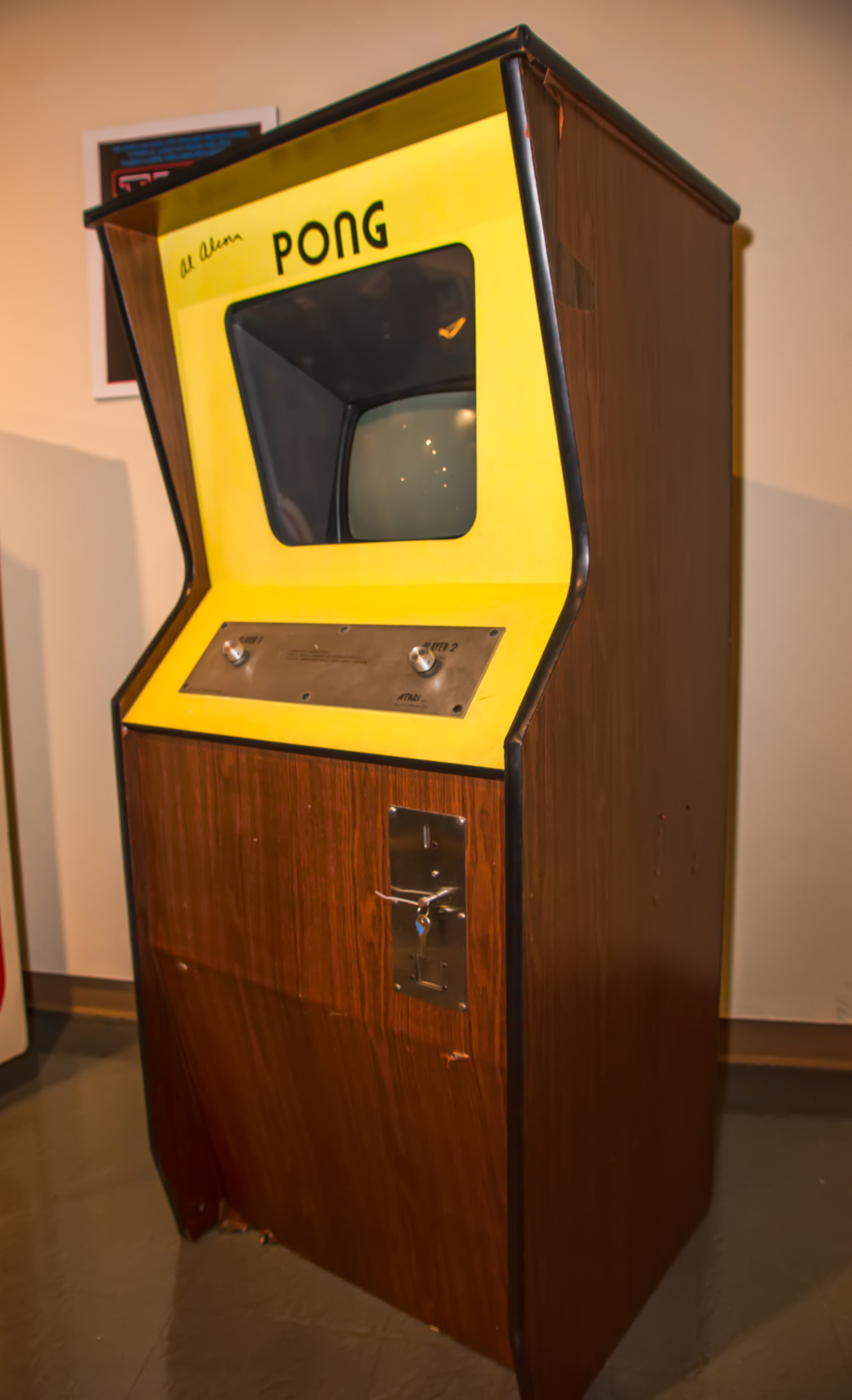
پونگ اولین بازی ویدئویی آرکید بود که از نظر تجاری موفق شد

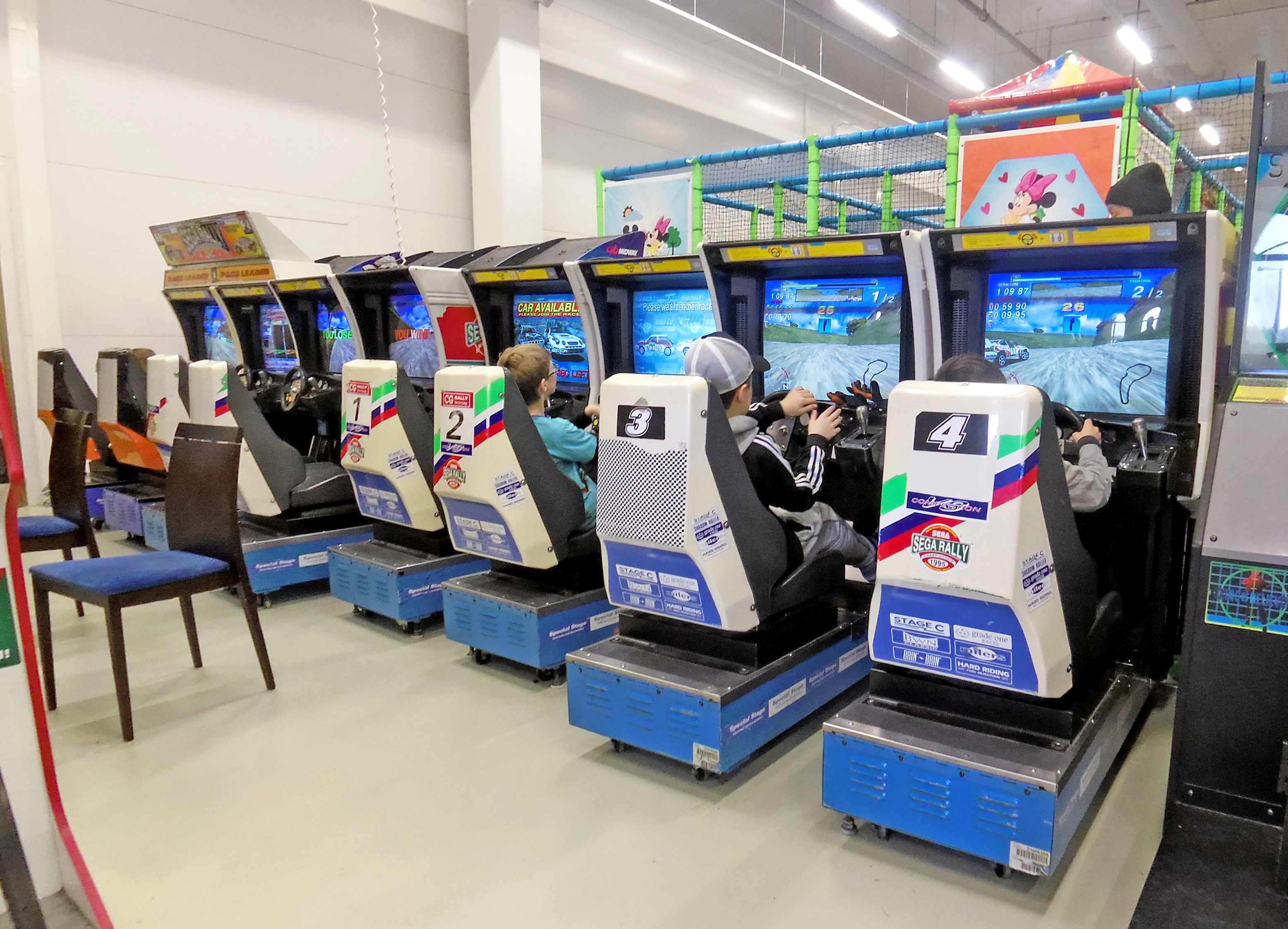
بازی های مسابقه ای Sega Rally در آلاووس، فنلاند در سال ۲۰۱۷

بازی ویدئویی آرکید (به انگلیسی: Arcade video game) ورودی پخش کننده را از کنترل‌های خود می‌گیرد، سپس آن را از طریق قطعات الکتریکی یا رایانه ای خود پردازش می‌کند و خروجی را به یک مانیتور الکترونیکی یا صفحه مشابه نمایش می‌دهد. بیشتر بازی‌های ویدئویی آرکید با انداختن سکه در دستگاه اجرا می‌شوند، در چیزی شبیه کابینت (دستگاه بازی آرکید) قرار گرفته‌اند و در کنار دیگر بازی‌های آرکید، سرگرمی ارائه می‌دهند. تا اواخر دهه ۱۹۹۰، بازی‌های ویدئویی آرکید بسار گسترده و از نظر تکنولوژی بسیار پیشرفته بودند.
بازی Galaxy Game و دستگاه کامپیوتر اسپیس در سال ۱۹۷۱ آغازگر عصر بازی‌های آرکید بودند و بازی پونگ از شرکت آتاری در سال ۱۹۷۲ به عنوان اولین بازی ویدئویی تجاری موفق شناخته شد.. پیشرفت در فناوری رایانه و طراحی گیم پلی منجر به آغاز «عصر طلایی بازی‌های ویدئویی آرکید» شد البته تاریخ دقیق آن مورد بحث است اما گفته می‌شود از اواخر ۱۹۷۰ تا اواسط ۱۹۸۰ است. در عصر طلایی بازی‌های مهاجمان فضایی، پک-من و Donkey Kong به شدت محبوب بودند. صنعت بازی‌های ویدئویی آرکید از اوایل دهه ۱۹۹۰ تا اواسط ۲۰۰۰ نیز گسترش یافت از جمله مبارز خیابانی ۲، مورتال کامبت و Dance Dance Revolution، اما در نهایت به دلیل رقابت کنسول‌های بازی ویدئویی خانگی مانند پلی‌استیشن سونی و اکس‌باکس مایکروسافت کاهش یافت. اصلی‌ترین دلیل آن بود که کنسول‌های خانگی در کنار کاهش هزینه، گرافیک و گیم پلی خود را افزایش دادند. با این وجود، ژاپن، چین و کره جنوبی در حال حاضر صنعت بازی‌های آرکید خود را حفظ کرده‌اند.